# آرتور فولکس
سر آرتور الکساندر فولکس (انگلیسی: Sir Arthur Alexander Foulkes؛ زادهٔ ۱۱ مهٔ ۱۹۲۸) یک سیاست‌مدار اهل باهاما است.